# Brissopsis caparti
Brissopsis caparti is een zee-egel uit de familie Brissidae.
De wetenschappelijke naam van de soort werd in 1959 gepubliceerd door Gustave Cherbonnier.